# МЗКТ-79221
МАЗ-МЗКТ-79221 — специальное колёсное шасси большой грузоподъёмности производства Минского завода колёсных тягачей. Данное шасси использовано в составе подвижной пусковой установки для комплекса РТ-2ПМ2 «Тополь-М». Разрабатывалось в 1996—1997 годах, серийный выпуск начат в 2000 году. Для монтажа гражданского оборудования выпускается модификация МЗКТ-79221-100.

## Технические характеристики
- Колёсная формула: 16 × 16 / 12
- Снаряжённая масса, кг: 44000
- Грузоподъёмность, кг: 80000
- Двигатель: ЯМЗ-847.10 (дизельный, 4-тактный, V-12, с турбонаддувом и охлаждением наддувочного воздуха типа «вода-воздух», с непосредственным впрыском топлива и жидкостным охлаждением)
- Рабочий объем — 25860 см³
- Мощность двигателя, кВт (л. с.): 588 (800) (при 2100 об/мин)
- Диаметр цилиндра — 140 мм
- Ход поршня — 140 мм
- Макс. крутящий момент, Н*м (кГс*м): 3087 (315) (при 1400—1500 об/мин)
- Максимальная скорость, км/ч: 45
- Запас хода по топливу, км: 500
- Дорожный просвет, мм: 475
- Радиус поворота, м: 18
- Преодолеваемый брод, м: 1,1
- Пневматические шины: с регулируемым давлением (1600х600-685, модель ВИ-178А или ВИ-178АУ)

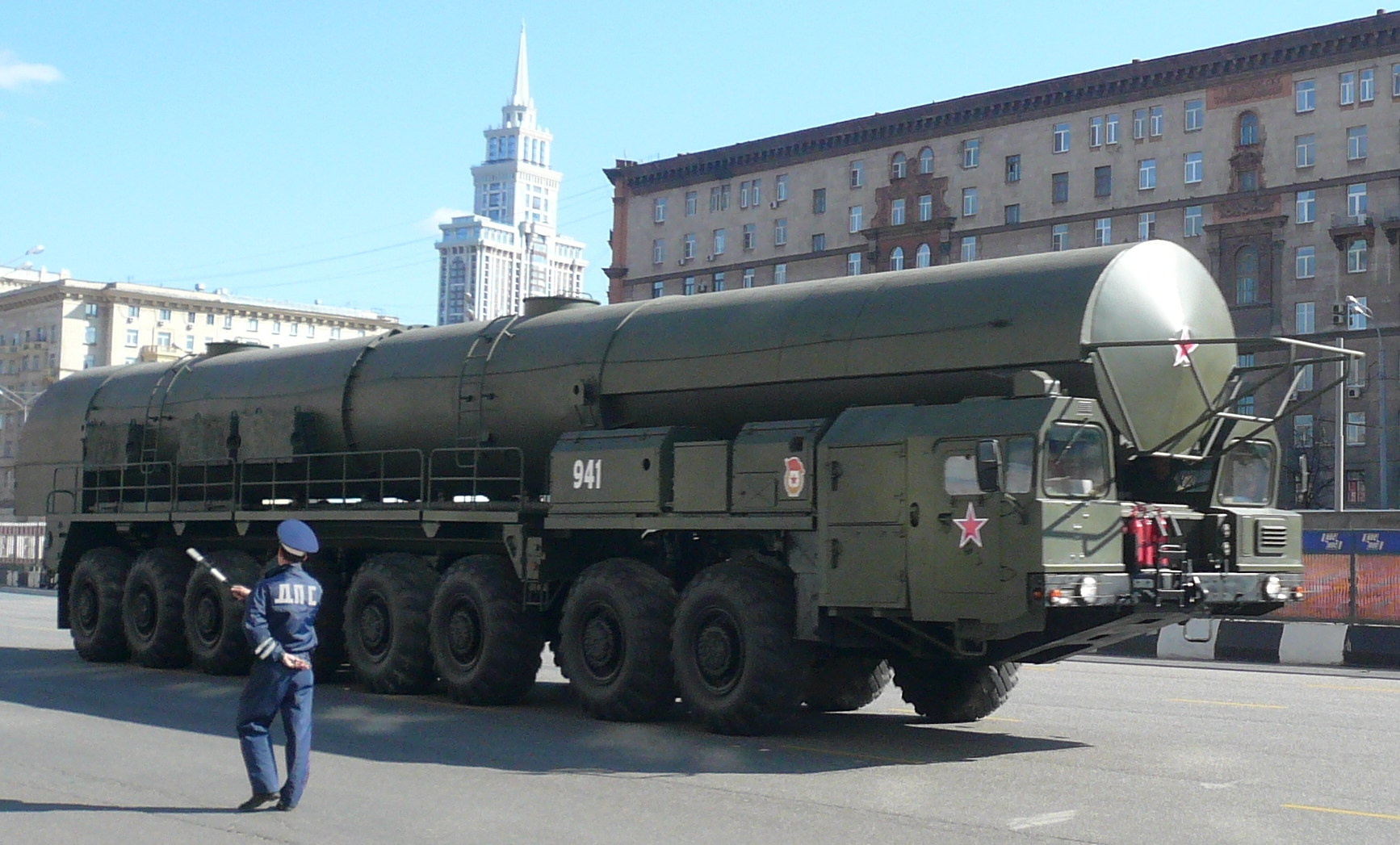
Боевая машина сопровождения (БМС) российского ракетного комплекса «Тополь-М» (на шасси МЗКТ-79221). Используется для обучения механиков-водителей.